# Francis Durbridge
Francis Henry Durbridge (Hull, 25 november 1912 – Londen, 11 april 1998) was een Brits toneelschrijver.  
Zijn onderwijzer op de lagere school ontdekte dat Durbridge over schrijftalent beschikte en moedigde hem aan om schrijver te worden. Durbridge begon ermee en ging door, ook toen hij Engelse taal- en letterkunde ging studeren aan de universiteit van Birmingham. 
Zijn eerste hoorspel werd in 1934 door de BBC op de radio uitgezonden. Enkele jaren later schiep Durbridge zijn beroemde karakter Paul Temple, schrijver van misdaadverhalen en detective. Samen met zijn echtgenote Steve Trent beleeft Temple talloze avonturen, die als hoorspelen op de radio werden uitgezonden. Later werden er ook films gemaakt over Paul Temple en weer later een tv-serie. Durbridge schreef ook de scenario's voor een strip over Paul Temple. Deze strip verscheen tussen 1951 en 1971 in de krant London Evening News. De verhalen over Paul Temple werden ook in andere landen op de radio gebracht, waaronder Nederland. Daar stond hij bekend als Paul Vlaanderen.
Durbridge schreef verder toneelstukken, novellen en romans. 

## Persoonlijk
Hij trouwde in 1940 met Norah Lawley en had twee zoons.
- Biblioteca Nacional de España: XX1721352
- Bibliothèque nationale de France: cb126038085 (data)
- Gemeinsame Normdatei: 105378577
- International Standard Name Identifier: 0000 0001 0655 5857
- Library of Congress Control Number: n50083300
- MusicBrainz: 83566d2c-f8f1-4639-8fd2-9f2d17db52a5
- Nationale Bibliotheek van Tsjechië: jn19981000802
- Nationale Bibliotheek van Israël: 987007570772205171
- Nationale Bibliotheek van Polen: a0000002899123
- Nederlandse Thesaurus van Auteursnamen: 072815469
- LIBRIS: 184204
- Système universitaire de documentation: 240560752
- Trove: 1246924
- Virtual International Authority File: 93556046
- WorldCat: E39PBJf4cvWrjJpWWgCxPH3YT3